# Pesniški Dvor
Pesniški Dvor este o localitate din comuna Pesnica, Slovenia, cu o populație de 101 locuitori.